# Idiomas sem Fronteiras
Idiomas sem Fronteiras (abreviação: IsF) é um programa desenvolvido pelo Ministério da Educação que tem como objetivo principal incentivar o aprendizado de idiomas no Brasil, além de propiciar grandes mudanças[carece de fontes?] no ensino de línguas estrangeiras nas universidades do País.

## O Programa
O Idiomas sem Fronteiras foi desenvolvido com o fim de possibilitar, pelo programa Ciência sem Fronteiras, além de outros programas de mobilidade estudantil, oportunidades de acesso a universidades em outros países, nos quais a educação superior é conduzida em línguas estrangeiras. Neste sentido, as comunidades universitárias brasileiras também recebem um número cada vez maior de professoras e alunos estrangeiros.
O programa inclui cursos a distância, cursos presenciais e aplicação de exames de proficiência.
Atualmente o programa mantém ações para o ensino das línguas inglesa e francesa, há planos para incluir no programa cursos de espanhol e mandarim.

## Parcerias
São diversas as empresas parceiras do programa, sendo a principal delas a multibilionária Cengage Learning.

## Fim do Programa
Em julho de 2019, o ex-ministro da Educação, Abraham Weintraub, anunciou o fim do programa. No fim do mesmo ano, a plataforma My English Online, que oferecia ensino gratuito do idioma inglês, inclusive com emissão de certificados, também foi encerrada.